# Könczey Elemér
Könczey Elemér (Székelyudvarhely, 1969. szeptember 16. –) romániai magyar grafikus, karikaturista.

## Élete
Kolozsváron él.
2001-ben végzett a kolozsvári Ion Andreescu Képzőművészeti Akadémia grafika szakán. Szabadúszó grafikus, karikaurista, egyetemi oktató.
Első karikatúrája 1994-ben jelent meg a kolozsvári Szabadság napilapban, azóta több mint 3000 rajza látott napvilágot számos erdélyi kiadványban. 2002-ben jelent meg Szöveg nélkül című, 222 válogatott rajzot tartalmazó háromnyelvű (magyar, román, angol) kötete az Erdélyi Híradó kiadónál. 2009-ben jelent meg Fejadag című kötete a kolozsvári Exit Kiadó gondozásában, amely 365 rajzot tartalmaz, a 2002 és 2009 között megjelent karikatúrákból.

## Családja
Felesége Könczey Emőke (1971) óvónő. Három gyermekük van: Boróka (1997), Ágota (1998) és Magor (2005).

## Kiállításai

### Egyéni kiállítások
- Kolozsvár: 1996, 1997, 2002, 2005, 2006, 2007, 2009;
- Kézdivásárhely, 2009;
- Marosvásárhely, 2010;
- Székelyudvarhely, 1996, 1997, 2001, 2009
- Székelykeresztúr, 2009
- Nagyszeben, 2009
- Gyergyószentmiklós, 1997, 2009
- Sepsiszentgyörgy, 2004, 2009
- Budapest
  - Budapesti Tavaszi Fesztivál, 2008
  - Forrás Galéria, 2010
- Csíkszereda, Csíki Székely Múzeum (Fejadag), 2010

### Csoportos kiállítások
- Budapest (Magyar Karikatúra Művészeti Fesztivál): 1999, 2001
- Varasd (Horvátország), 1999
- Beszterce, Déva, 2005, 2006, 2007
- Budapest, „Best of” – a MÚOSZ Karikatúra Szakosztályának évi kiállítása, 2005, 2006, 2007, 2008

## Kötetei
- Szöveg nélkül. 222 rajz; Erdélyi Híradó, Kolozsvár, 2002 (Előretolt helyőrség könyvek)
- Fejadag. 365 rajz; Exit, Kolozsvár, 2009